# Aurora (godin)

Aurora afgebeeld op een 18de-eeuws schilderij

Aurora is de Romeinse godin voor de dageraad. In het Romeinse pantheon was Aurora een dochter van de zonnegod Sol. Haar cultus was nauw verbonden met die van Mater Matuta. Zij komt ook voor in de Aeneis IX. (r.460)
Aurora was gehuwd met de oude Titonus.

## Andere mythologieën
Aurora heeft enkele equivalenten in andere mythologieën.
| Mythologie                | Godin   |
| Etruskische mythologie    | Thesan  |
| Griekse mythologie        | Eos     |
| Germaanse mythologie      | Ostara  |
| Hindoeïstische mythologie | Usha    |
| Baltische mythologie      | Ausrine |
| Slavische mythologie      | Oesja   |